# 桑原村 (愛媛県)
桑原村（くわばらむら）は1940年（昭和15年）まで愛媛県温泉郡にあった村である。現在の松山市東部に位置する桑原地区に相当する。

## 沿革
- 1889年（明治22年）12月15日 - 町村制施行により旧温泉郡桑原村、樽味村、畑寺村、三町村、松末村、新百姓村、東野村、正円寺村が合併し新制温泉郡桑原村として発足。
- 1914年（大正03年） - 新立橋-日尾八幡神社前間の新道開通[1]（現在の愛媛県道334号松山川内線）。
- 1940年（昭和15年）8月1日 - 三津浜町，味生村，和気村，堀江村，潮見村，久枝村とともに松山市へ編入され消滅。

## 教育
- 愛媛県立松山農業学校
- 桑原尋常高等小学校

## 交通

### 道路
- 讃岐街道

## 名所・旧跡
- 繁多寺（四国霊場第五十番札所）
- 桑原八幡神社
- 東野お茶屋跡[2]